# Вилли, Илкка
Илкка Вилли (фин. Ilkka Villi; род. 4 августа 1975, Хельсинки, Финляндия) — финский актёр и сценарист. Наиболее известен по роли Алана Уэйка в играх студии Remedy Entertainment: «Alan Wake», «Alan Wake’s American Nightmare», «Quantum Break», «Control» и «Alan Wake 2», а также в мини-сериале «Брайт Фоллс».

## Биография и карьера
Родился 4 августа 1975 года в городе Хельсинки. До того, как стать актёром, работал радио-журналистом и сценаристом.
Дебютировал как актёр в 2004 году, снимался в фильмах «Тали – Ихантала 1944» и «Развод по-фински». Первую известность в Финляндии Вилли получил благодаря появлению в серии рекламных роликов компании Sonera.
В 2010 году вышла игра «Alan Wake» в жанре психологического экшен-хоррора, главный герой которой, писатель Алан Уэйк, был смоделирован с актёра. В том же году Илкка Вилли сыграл роль Уэйка в мини-сериале «Брайт Фоллс», который является приквелом к игре. Также он появился в клипе группы «Poets of the Fall» на песню War.
В интервью Bazicenter (2010) на вопрос, что общего у актёра и его персонажа, Алана Уэйка, он ответил:

Хмм, помимо творческого кризиса? Ну, думаю мы одинаково выглядим...
Наверно, иногда у меня бывает такой же кроткий характер, как у Алана, и ещё немного саркастическое чувство юмора. Но всё-таки, к счастью, думаю я более счастливый и беззаботный человек, чем бедный Алан.
Оригинальный текст (англ.)Hmm, besides the writer’s block? Well, I do think we look quite the same...
Maybe I sometimes have a similar short temper as Alan does, and also some of
that sarcastic sense of humor. But all in all I think I’m fortunately a much
happier and more of a trouble free person than poor Alan.

В 2013 снимался в одной из ведущих ролей в телесериале «Нимфы». С 2014 по 2015, в течение двух сезонов, Илкка Вилли был ведущим телешоу SuomiLove на канале Yle TV2.
В 2016 получил одну из главных ролей (полицейского Нико Ууситало) в телевизионном детективном сериале «Сорйонен».
В 2018 появился в автобиографическом фильме режиссёра Тимо Койвусало «Олави Вирта» в роли финского певца Тапио Раутаваара.
В декабре 2021 года стало известно, что Илкка Вилли вернётся к роли Алана Уэйка в долгожданном сиквеле игры — «Alan Wake 2».

## Личная жизнь

### Увлечения
В интервью 2012 года Вилли упомянул, что любит играть в «Death Rally» на iPad, а также что у него есть несколько игр на Xbox, но геймером он себя не считает.

## Фильмография
| Год       |    | Русское название                             | Оригинальное название          | Роль                             |
| --------- | -- | -------------------------------------------- | ------------------------------ | -------------------------------- |
| 2004      | ф  | Человек-пеликан                              | Pelikaanimies                  | бизнесмен                        |
| 2005      | ф  | Обещание                                     | Lupaus                         | лейтенант Вейкко Вуори           |
| 2007      | ф  | Тали – Ихантала 1944                         | Tali-Ihantala 1944             | капрал Олли Тапонен              |
| 2009      | ф  | Развод по-фински, или Дом, где растёт любовь | Haarautuvan rakkauden talo     | Марко                            |
| 2010      | ки | Алан Уэйк                                    | Alan Wake                      | Алан Уэйк                        |
| 2010      | с  | Брайт Фоллс                                  | Bright Falls                   | Алан Уэйк                        |
| 2011      | ф  | Водоём                                       | Syvälle salattu                | бывший муж Джулии                |
| 2012      | ки | Американский Кошмар Алана Уэйка              | Alan Wake’s American Nightmare | Алан Уэйк                        |
| 2012      | ф  | Воображариум                                 | Imaginaerum                    | Теодор Уитман / Мистер Уайт      |
| 2013      | с  | Нимфы                                        | Nymfit                         | Эрик Манн                        |
| 2013      | ф  | Только правда                                | Ainoat oikeat                  | Маркус Ринне                     |
| 2016—2019 | с  | Сорйонен                                     | Sorjonen                       | детектив-констебль Нико Ууситало |
| 2016      | ки | Квантовый разлом                             | Quantum Break                  | Алан Уэйк                        |
| 2018      | ф  | Олави Вирта                                  | Olavi Virta                    | Тапио Раутаваара                 |
| 2019      | ки | Контроль                                     | Control                        | Алан Уэйк, Томас Зейн            |
| 2022      | с  | Любовь и анархия                             | Kärlek och anarki              | шеф-повар                        |
| 2023      | с  | Кодовое имя: Анника                          | Koodinimi: Annika              | офицер Эрола                     |
| 2023      | ки | Алан Уэйк 2                                  | Alan Wake 2                    | Алан Уэйк, Томас Зейн            |
| 2023      | с  | Северная мафия                               | Poromafia                      | Холмберг                         |